# Polyscias culminicola
Polyscias culminicola là một loài thực vật có hoa trong Họ Cuồng cuồng. Loài này được A.C.Sm. miêu tả khoa học đầu tiên năm 1967.